# Eupodidae
Eupodidae zijn  een familie van mijten. Bij de familie zijn 10 geslachten met circa 70 soorten ingedeeld.